# Karácsonyi fényvillamos

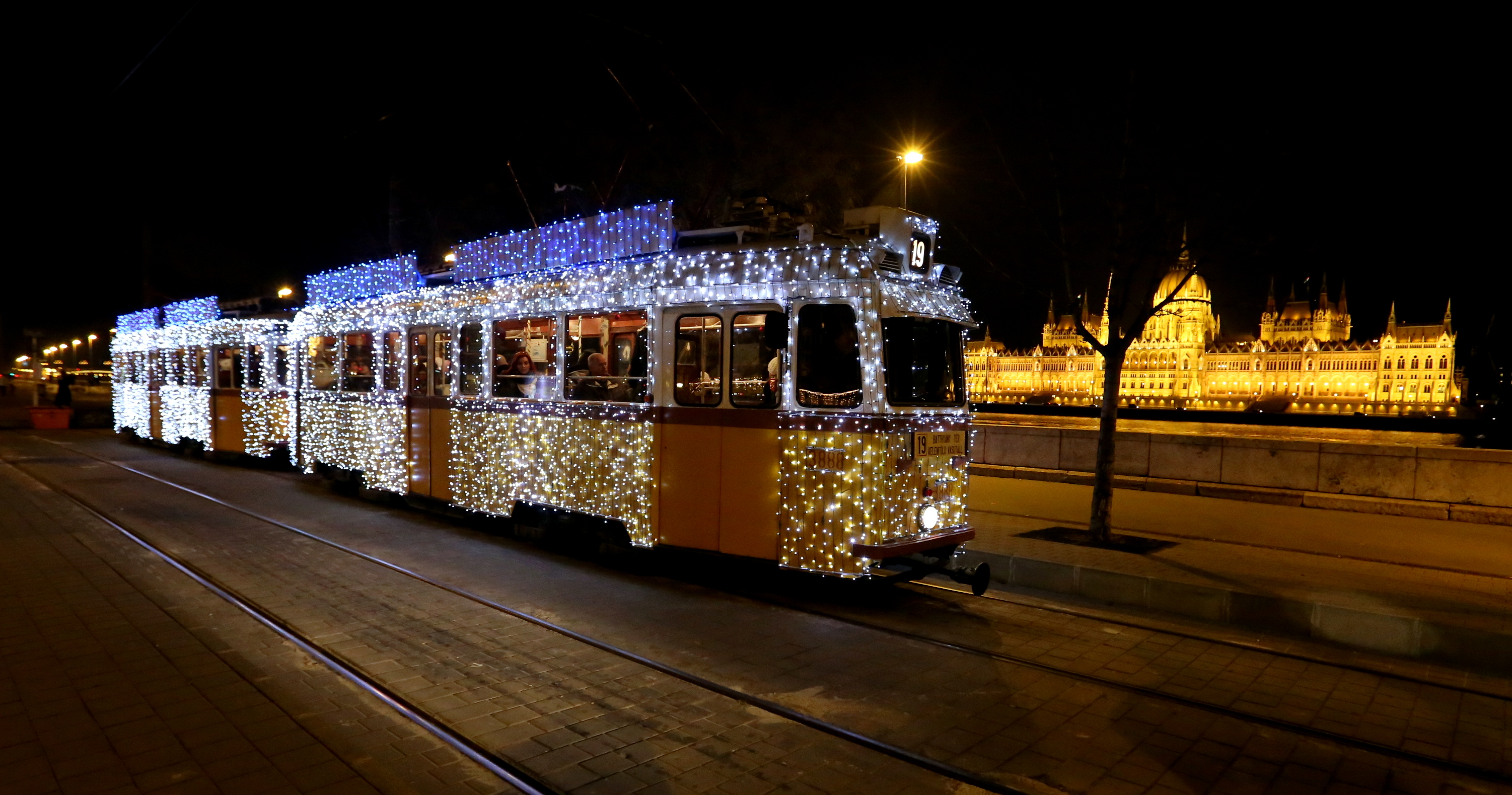
Fényvillamos Budapesten a Batthyány téren 2013 decemberében

A karácsonyi fényvillamosok, adventi (fény)villamosok vagy egyszerűen csak fényvillamosok karácsony környékén szoktak közlekedni, Magyarországon minden villamossal rendelkező városban. Ezeket a járműveket kívül égősorral látják el, amelyeket sötétedés után felkapcsolnak, és díszkivilágításban közlekednek.
A karácsonyi fényvillamos Magyarországon először 2009-ben Budapesten közlekedett. A szolgáltatás nevének helyesírása eleinte meglehetősen bizonytalan volt, írták nagybetűvel, köznévként, de idézőjelben is, mára azonban letisztulóban van. Debrecenben a szolgáltatást adventi fényvillamosnak, Miskolcon adventi villamosnak, Szegeden fényvillamosnak hívják. A népnyelvben elterjedt a csillamos kifejezés használata is.
Szlovákiában, Pozsonyban is közlekedik a karácsonyi fényvillamos (szlovákul: Vianočná električka).

## Budapest
Budapesten a BKV 2009-ben bevezetett, adventi-karácsonyi időszakban közlekedő, változó vonalakon és időpontokban járó, különszolgáltatású betétjárata. (2009-ben még „Karácsonyi villamos” néven szerepelt a BKV kiadványában.) A szerelvény két darab, középkocsi nélkül kapcsolt UV-motorkocsiból áll, melyek külső oldalát apró izzókból álló világító fényfüzérek díszítik, továbbá 2010 óta a motorkocsikat belső dekorációval is ellátják. A betétjárat menetrendje általában a normál menetrendbe illeszkedik, és normál BKV-díjszabással vehető igénybe. Az egyes idényekben évről évre változó villamosvonalakon, hét napjain gyakran naponta-kétnaponta változóan más-más nyomvonalon megy a járat.

### Nyomvonalak és heti menetrendi beosztás
2009
A „Karácsonyi villamos” (ekkor még ezen a néven) először 2009-ben közlekedett. 2009. december 5.– 2010. január 6. között (december 24. kivételével) járt ekkor még csak a 2-es, illetve a 2A villamos vonalán az esti órákban. Ebben az évben még szilveszterkor is közlekedett, sőt aznap egészen éjszakába nyúlóan.
2010
A 2010-es idényben a fényvillamos 2010. december 3. és 2011. január 2. között a késő délutáni-esti időszakban közlekedett a budapesti Duna-parti vonalakon, azaz hétfőn, szerdán, csütörtökön, szombaton és vasárnap a 2A, kedden és pénteken pedig a 19-es vonalán. December 24-én és december 31-én nem közlekedett.
2011
A fényvillamos a 2011-es szezonban csütörtöktől vasárnapig a 2A (a Jászai Mari tér és a Boráros tér között), és hétfőtől szerdáig a 61-es villamos vonalán a Széll Kálmán tér és a Móricz Zsigmond körtér között felváltva járt 2011. december 9. és 2012. január 6. között a késő délutáni-esti időszakban. Pénteken az esti órákban pedig „más és más városrész villamosvonalain csavarog[va]” a Boráros térről eljutott Budafok-Kamaraerdőbe, majd bejárta Kispestet és Pestszenterzsébetet, de elment Káposztásmegyerre és Kőbányára is. A villamos motorkocsikat a Zugló kocsiszín adta ki.
2012
A 2012-es idényben (2012. december 9-től 2013. január 6-ig) a fényvillamos a 2A, 19-es és a 47-es villamosok vonalain közlekedett.
2013
2013-ban a 2-es villamos vonalán hétvégén, a 19-esen hétköznap közlekedett (2013. december 6-tól 2014. január 6-ig, kivéve december 24-én és december 31-én).
2014
2014-ben az előző évi útvonalak voltak, azzal a különbséggel, hogy akkor a 2-es villamos vonalán ment hétköznap, és a 19-es villamos vonalán ment hétvégén.
2015
2015-ben ismét közlekedett a 2-es villamos vonalán december 6. és 2016. január 6. között (kivéve december 11-12., 18-19., 24-26. és 31-től 2016. január 2-ig), illetve a 4-es (december 12-én, 24-én és január 2-án) és 47-es villamos vonalán (december 11-én). 2016 januárjában fotós nosztalgiajáratként indítottak egy szerelvényt egy igen hosszú, barangoló jellegű nyomvonalon, kifejezetten azok számára, akik fényképezni akarták a fényvillamost. Ez a járat a megállókban nem is állt meg.
2016
2016-ban a fényvillamos 2016. december 5. és 2017. január 6. között közlekedett, hétfőtől csütörtökig a 2-esen, pénteken a 19-esen, hétvégén pedig mindig más járaton. A fényvillamos december 24-én és 31-én nem járt.
2017
2017. november 30-ától 2018. január 7-éig újra közlekedett a fényvillamos, hétfőnként és keddenként a 2-es, szerdánként és csütörtökönként a 19-es, pénteken a 49-es vonalon, hétvégén pedig a város különböző járatain (14M, 17, 42, 47, 50, 56A, 59, 69). A fényvillamos december 24-én és 31-én nem járt.
2018
2018. november 29-étől 2019. január 6-áig közlekedett a fényvillamos. Hétfőnkén, keddenként és vasárnaponként a 2-es, szerdánként és csütörtökönként a 19-es, péntekenként pedig a 49-es vonalon. A fényvillamos szombatonként és egyes hétköznapi napokon a város többi villamosvonalán is feltűnt (14M, 42, 42-50 körjárat, 47, 50, 59B, 62A, 69). A 3873-as és 3885-ös pályaszámú csatolt Ganz UV szerelvény 39 200 db LED-del lett feldíszítve, és egyúttal a BKV 50. születésnapját is hirdette.
2020
2020. november 26-tól LED-fényekkel ellátott Ganz UV típusú villamos közlekedrtt a 2-es, 19-es, 42-es, 47-es, 49-es, 50-es, 56A, 59-es, 62A és 69-es vonalakon. 
Ebben az évben egy Ganz KCSV–7 típusú villamost (1347-es pályaszámú) is feldíszítettek LED-fényekkel, amely a 2-es és 2M vonalakon közlekedett. Szintén ünnepi kivilágítást kapott egy Tatra T5C5K típusú villamos, ami az 1-es, a 14-es és az 56A járatokon közlekedett.
Az Árkád megbízásából az 1511-es pályaszámú TW 6000 típusú villamos különleges külsővel és belsővel, Mikulásvillamos elnevezéssel a 3-as vonalon járt.
2021
A korábbi évekhez képest a kivilágított járművek száma megnőtt. A fényvillamosok 2021. december 1-től egészen 2022. január 3-ig közlekedett.
Az elmúlt években megismert Ganz UV típusú villamos a 2-es, 14-es, 19-es, 42-es, 42-50-es, 50-es 56A, 59-es, 62A valamint a 69-es viszonylatokon közlekedett.
Immáron 2. éve indul útjára a kivilágított Ganz KCSV–7 típusú villamos (1347-es pályaszámú), amit LED-fényekkel díszítettek fel, ez a 2-es és 2M vonalakon közlekedett. Szintén ünnepi kivilágítást kapott egy Tatra T5C5K típusú villamos, ami az 1-es, a 14-es, 41-es, 56-os, 56A, 59-es valamint a 61-es járatokon közlekedett.
Az előző évhez képest az Árkád nem működött közre a villamos díszítésében, így egy kevésbé díszes, TW 6000 típusú villamos (1591-es pályaszámú) a 3-as, 42-es, 50-es és 51-es viszonylatokon közlekedett.
Ebben az évben a flotta három új kivilágított szerelvénnyel bővült a 2038-as pályaszámú Siemens Combinóval, ez a 4-es és 6-os viszonylaton közlekedett. Egy Ganz ICS (1441-es pályaszámú) a 47-es és a 49-es vonalakon járt. Ezen kívül a fogaskerekű vasúton is feldíszítették az egyik szerelvényt, amely december 1-jétől közlekedett.
2022
Ebben az évben csökkent az adventi járművek száma, egyedül a Ganz UV típusú villamos közlekedett, azonban külső díszítés, fényfüzér nélkül. A díszítés része egy QR-kód, amelyen keresztül az Oltalom Egyesület hajléktalanóvodáját lehetett támogatni. Ez a szerelvény a 2-es, 14-es, 19-es, 42-es, 47-es, 50-es, 56A, 59-es és 69-es vonalon közlekedett 2022. november 25. és december 23. között.
2023
Ebben az évben 2023. december 1. és 2024. január 7. között, december 24. és 31. kivételével mindennap közlekedtek a fényvillamosok és a fényfogaskerekű, a kínálat a két évvel korábbi kínálatot követte: a Ganz UV típusú villamos december 1-én, valamint hétfőnként és szerdánként 2-es, december 2. és január 6-án a 14-es, csütörtökönként a 19-es, december 9-én a 42-es, december 17-én a 42-50 viszonylaton körjáratként,  péntekenként a 47-es, keddenként a 49-es, december 3-án az 50-es, december 16-án az 56A, december 23-án az 59-es, december 10-én a 69-es viszonylaton (eredetileg a 14-41 viszonylaton is ő közlekedett volna, de műszaki okok miatt oda a Ganz KCSV-7-es lett beosztva). A Combino Supra típus a 4-es és 6-os viszonylaton, a Ganz ICS típus a 47-es, és 49-es viszonylaton, a Ganz KCSV-7 típus a 2-es, 23-as, és a 14-41 viszonylaton, a Tatra T5C5K2M típus az 1-es, 14-es, 17-es, 41-es, 56-os, 59-es és 61-es viszonylaton, a TW6000 típus a 42-es, 50-es és 51A viszonylaton közlekedett.
2024
Ebben az évben 2024. december 1. és 2025. január 6. között közlekednek a fényvillamosok az előző évi kínálattal, viszont idén a viszonylatok közül újdonságoként a Ganz UV típusú villamos 1 napra megidézi a 12-es villamos 1995 előtti klasszikus viszonylatát, vagyis a Lehel térről közlekedik Rákospalota, Kossuth utcáig, és szintén 1 napra megidézi az egykori 18-as villamos 2004 és 2007 közötti viszonylatát, vagyis a Szent János kórház és a Savoya Park között közlekedik.

## Debrecen

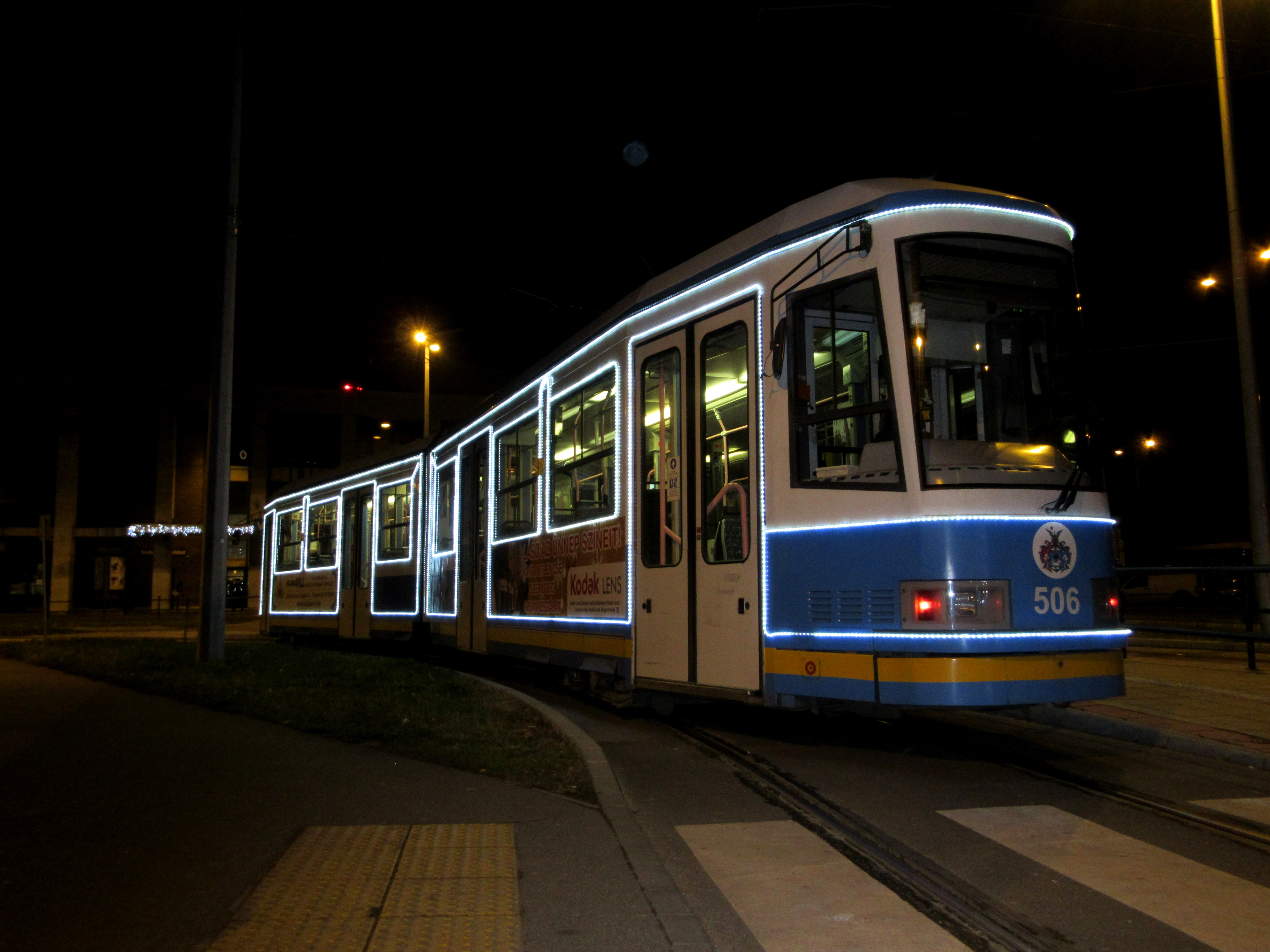
KCsV6 típusú fényvillamos Debrecenben

Debrecenben egy KCSV6 és egy CAF villamos kap fényfüzért. Itt a villamosokat csak kívülről díszítik fel égősorral. A fényvillamosokra normál díjszabás vonatkozik. A fényvillamosok egész nap közlekednek. Menetrendje a DKV honlapján érhető el adventi időszakban.
2013
Debrecenben 2013 óta közlekedik fényvillamos. Ekkor a városnak még csak egy villamosvonala volt, így az 1-es viszonylaton közlekedett fényvillamos. A kiszemelt jármű az 506-os pályaszámú Ganz KCSV–6 villamos volt.
2014
A 2014-es szezonban ismét indult fényvillamos, kis változással. Ekkor már elindult a 2-es villamos is, és megérkeztek Debrecenbe a CAF Urbos 3 típusú villamosok is. Először azonban hagyományőrző módon az 506-os villamos közlekedett fényvillamosként az 1-esen, de később, december 19-én az 528-as CAF villamos is kapott égősort, amely a kettes vonalon futott. A CAF azonban egy szerencsétlen visszafogásnál szilveszterkor kisiklott a Kálvin téren, így azon a télen többé már nem is adták forgalomba fényvillamosként.
2015
2015/16 telén a megszokott két jármű (506 és 528) újra fényvillamosok lettek. Érdekesség, hogy ekkor közlekedtek a fényvillamosok először egész nap. 2015. december 16-ától adventi fénytrolibusz is közlekedik Debrecenben.
2016
2016–2017 telén szintén az 506-os és az 528-as lett a fényvillamos.
2017–2018
Ebben az évben is a megszokott módon két villamos, egy KCSV és egy CAF kapott égősort, a megszokott stílusban, a két fényvillamos az 502-es és 528-as kocsik lettek. A 2018–2019-es év telén az előző évnek megfelelően alakult minden.

## Miskolc

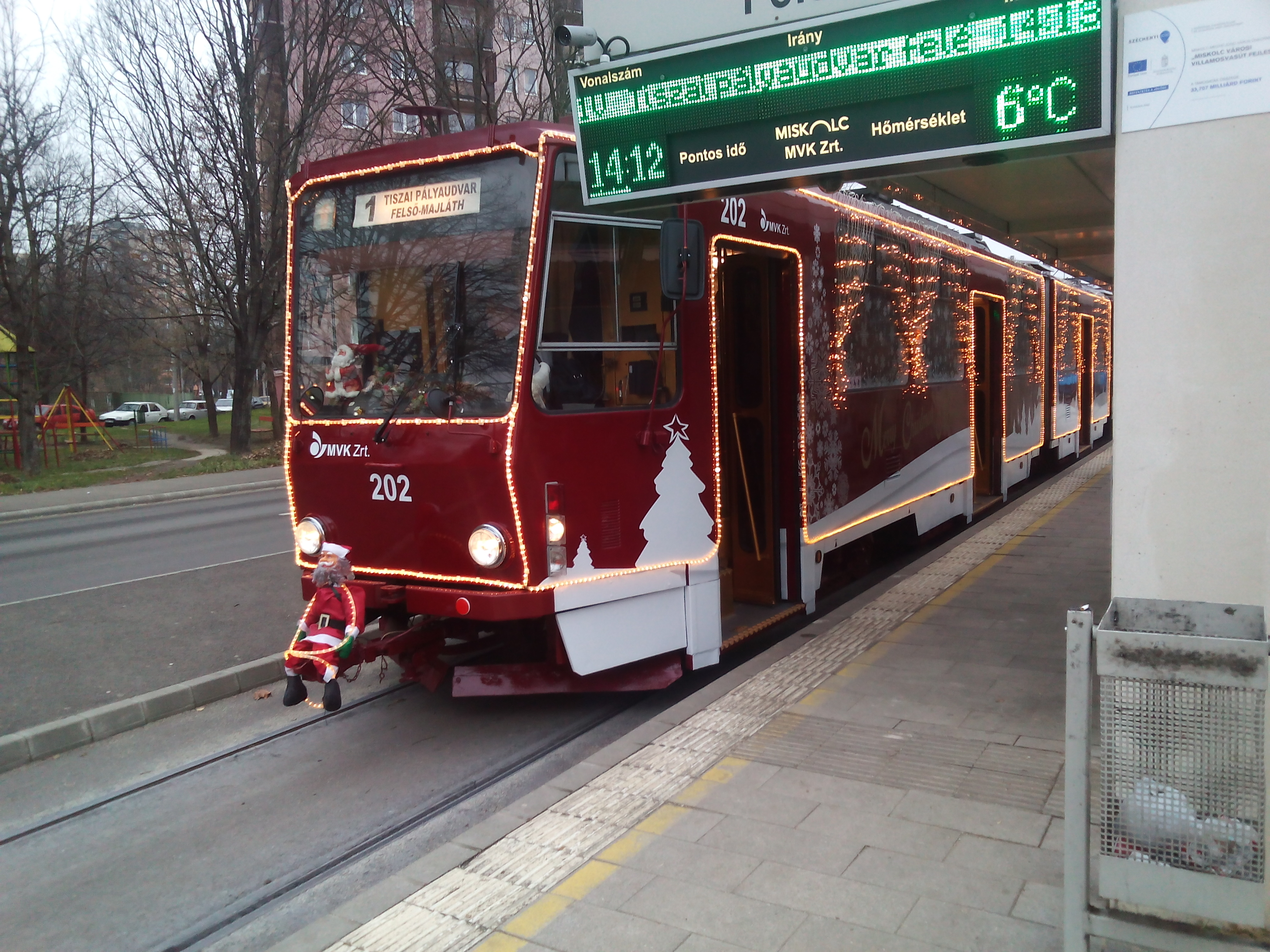
A 2015-ös villamos a Felső-Majláth végállomáson, 2015. december 8.

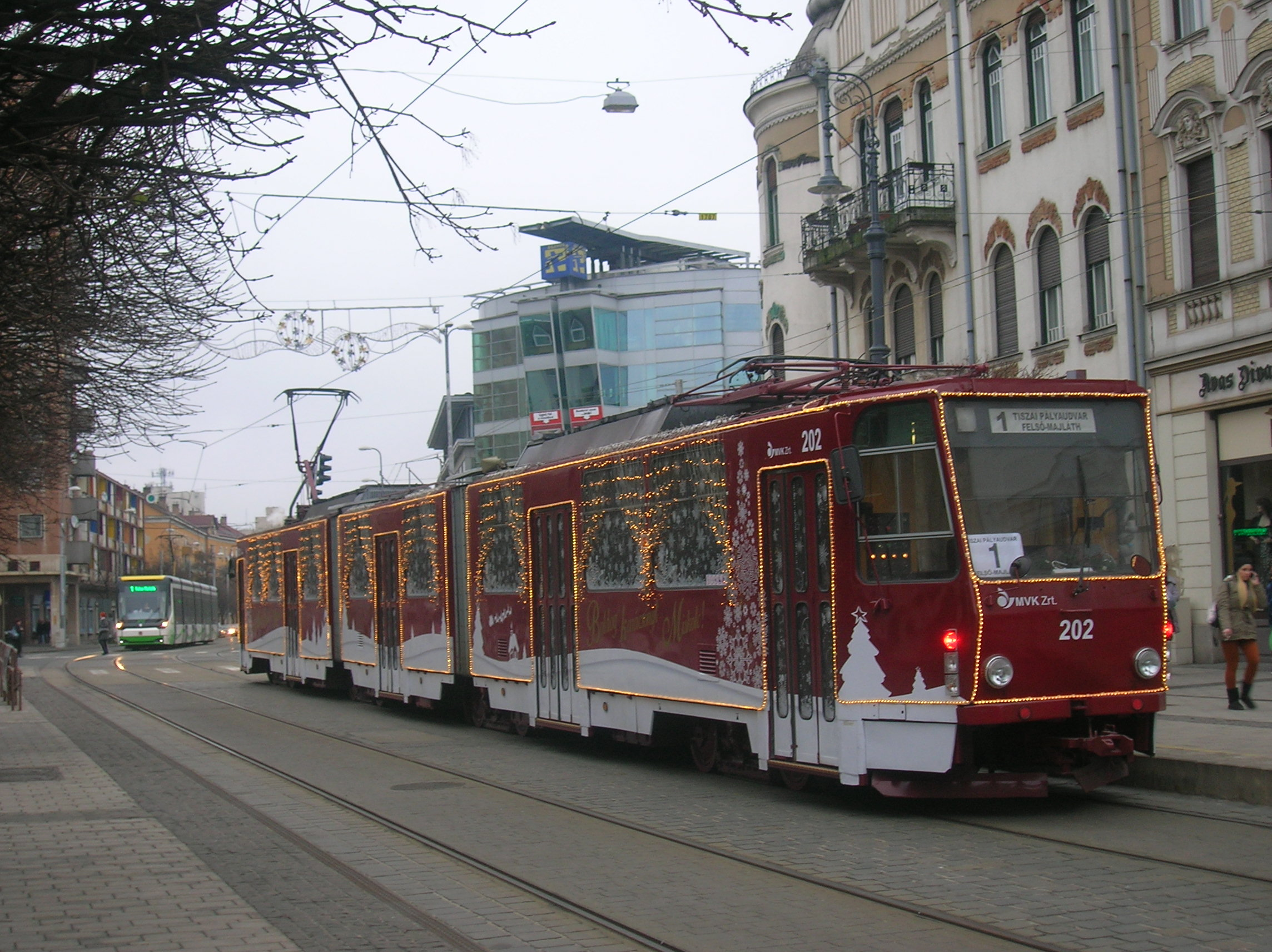
A 2015-ös villamos a Szinvapark megállóban

Miskolcon az 1-es villamos vonalán, a Tiszai pályaudvar és Felső-Majláth között szokott közlekedni egy feldíszített ČKD Tatra KT8D5 típusú villamos (az első évet leszámítva a 202-es pályaszámú nosztalgiavillamos). Itt külön egyediség, hogy a villamos nem csak egy fényfüzért kap, hanem különböző díszeket, matricákat is az oldalára. Ezt a dekorációt az MVK Zrt. évről évre fejleszti. A Tatra villamos az év más időszakában menetrend szerinti forgalomban nem közlekedik. A villamosra nem kell külön jegyet venni, a tömegközlekedés általános szabályai vonatkoznak rá. Menetrendje az MVK Zrt. honlapján érhető el adventi időszakban.
2012
2012/2013-ban egy piros Tátra, a 210-es közlekedett adventi villamosként, főképp piros dekorációban.
2013
2013/2014-ben a 202-es villamos lett feldíszítve. Ekkor a díszítése legnagyobb részben sárga színű volt.
2014
2014/2015 telén újra a 202-es jármű kapta meg a karácsonyi díszítést, de a dekoráció nagyban különbözött a korábbitól. A villamost kívül-belül főként vörös színűre díszítették. Ekkor a közlekedési vállalat is elismerte, hogy az a villamos lett a legszebb a miskolci adventi villamosok történetében. További különlegessége, hogy néhány menet erejéig énekesek is tartottak előadást menet közben.
2015
2015/2016 telén a dekoráció még látványosabb lett: a bordó színű villamosra, amelynek külsejét fehér, hópelyhekből álló fenyőfa, havas táj és aranyszín „Boldog karácsonyt, Miskolc!” felirat díszítette, kívülre összesen 200 méternyi fénycső, belülre egy kilométernyi fényfüzér került. A mennyezet a csillagos eget idézte, a villamoson függönyök, kárpitozott ülések és kanapé, valamint egy elektromos kandalló is helyet kapott. A villamos november 29-én, advent első vasárnapján indult, a város ünnepi kivilágításának felkapcsolásával egy időben, és január 6-áig közlekedett.
2016
2016/2017 telén a város adventi villamosát belülről többek között csillagos égbolt és fényhóesés díszítette. A 2015-ben nagy sikert aratott elektromos látványkandalló és az előtte lévő kanapé ekkor is megtalálható volt a villamoson. Külső dekorációja havas tájon álló faházat idéz.

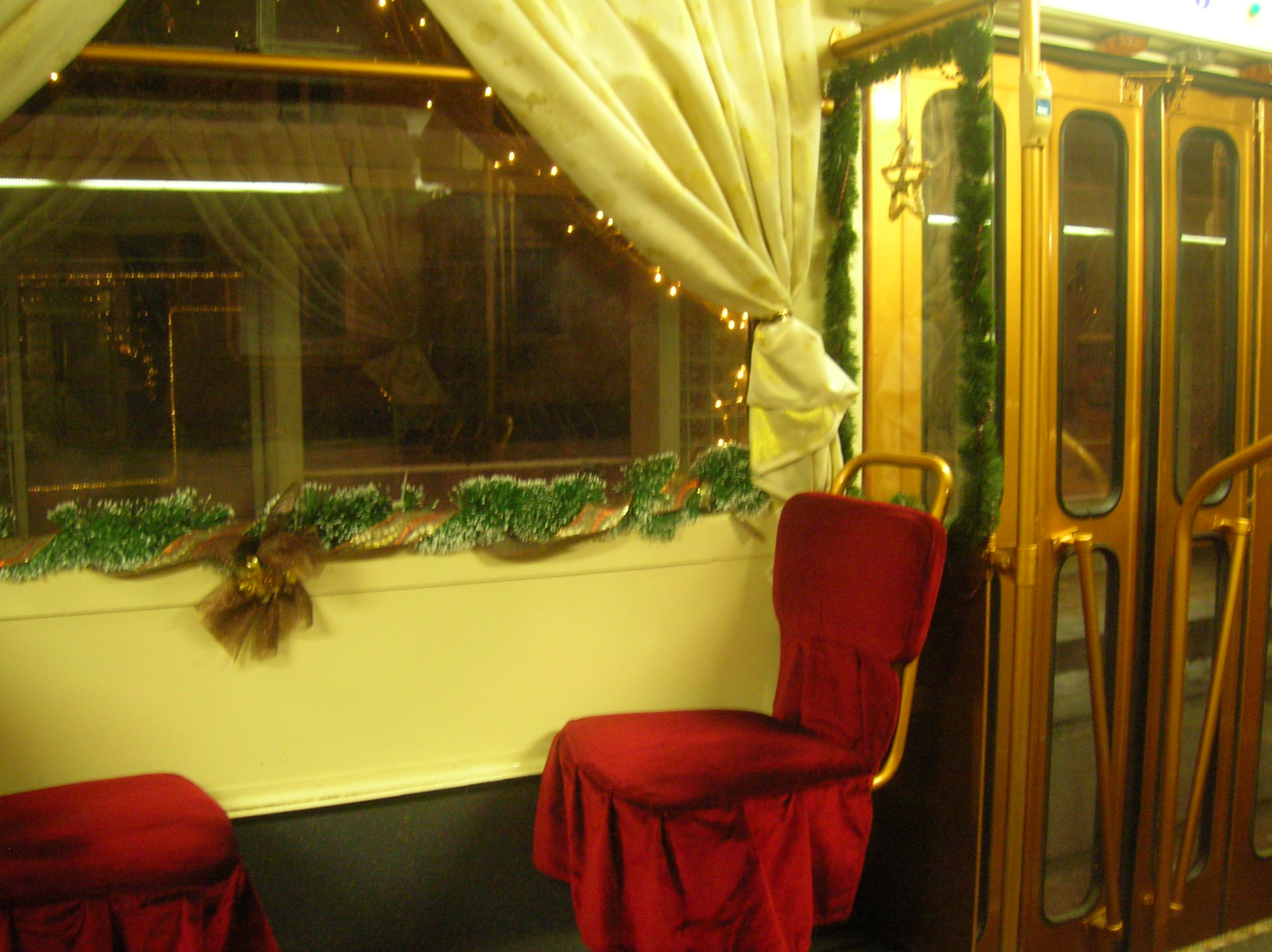
Ülések (2016)
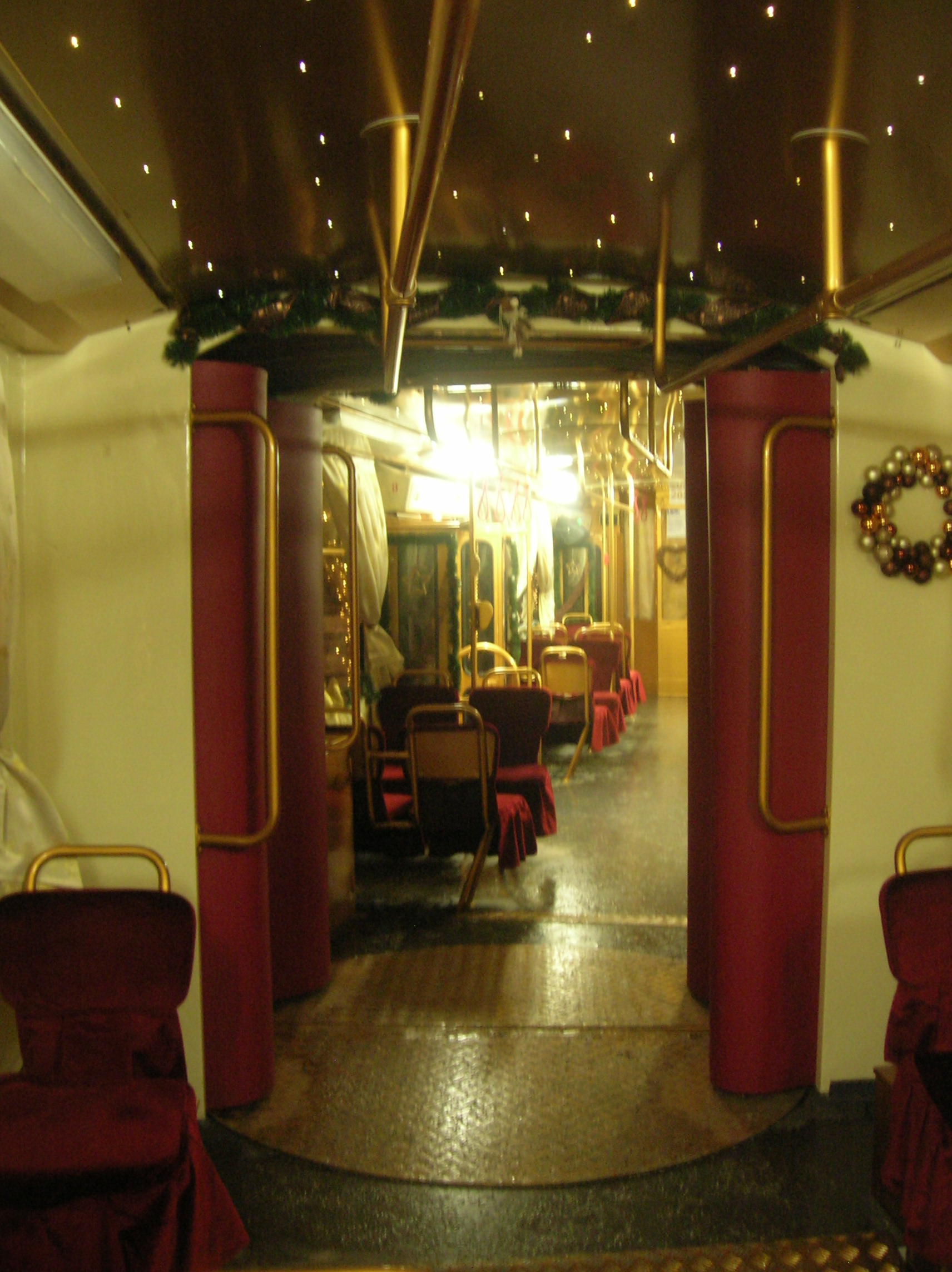
A villamos belseje (2016)
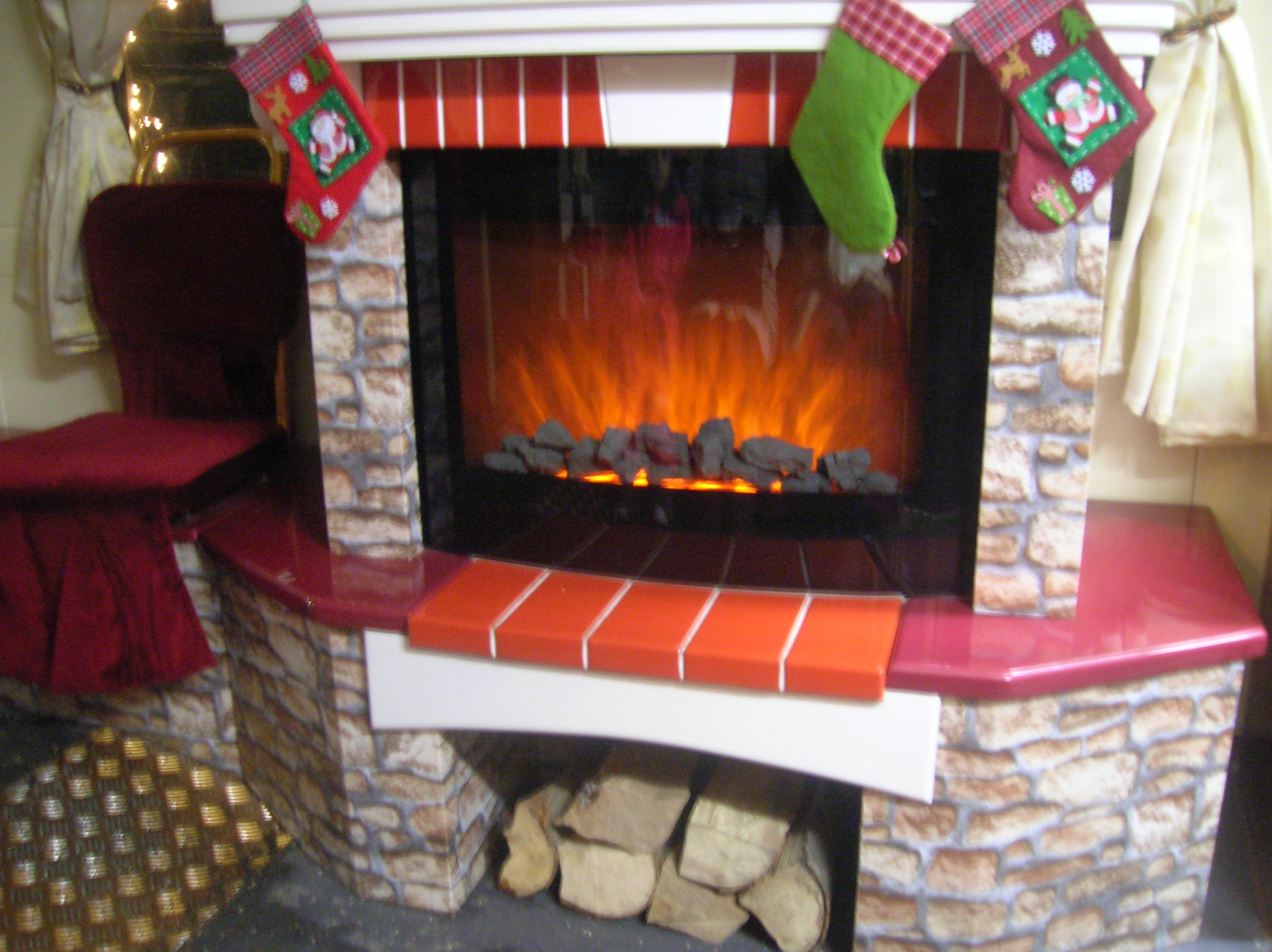
A kandalló (2016)

2017
2017. december 3-án indult útnak a 2017/18-as tél adventi villamosa. A külső díszítésben ebben az évben a kék dominált, a festés havas fenyőfákkal teli esti tájat idézett, amelyen fényfüzérből kirakott rénszarvasok repülnek. Belsejét elvarázsolt kastély ihlette, ekkor is megvolt a kandalló és a kanapé, emellett kovácsoltvas dekorációs elemekkel díszített hangulatvilágítás, Mikulás- és rénszarvasfigurák, valamint több száz méter díszítőszalag alkotta a dekorációt. A villamos december 11-én egy szabálytalanul közlekedő BMW gépjárművel ütközött, de komolyabb kár csak az autóban esett, a villamos zavartalanul közlekedett tovább.
Egy 2018. január 4-én lezárult internetes szavazáson tizenhét európai város közül a miskolcit választották meg Európa legszebb karácsonyi villamosának.

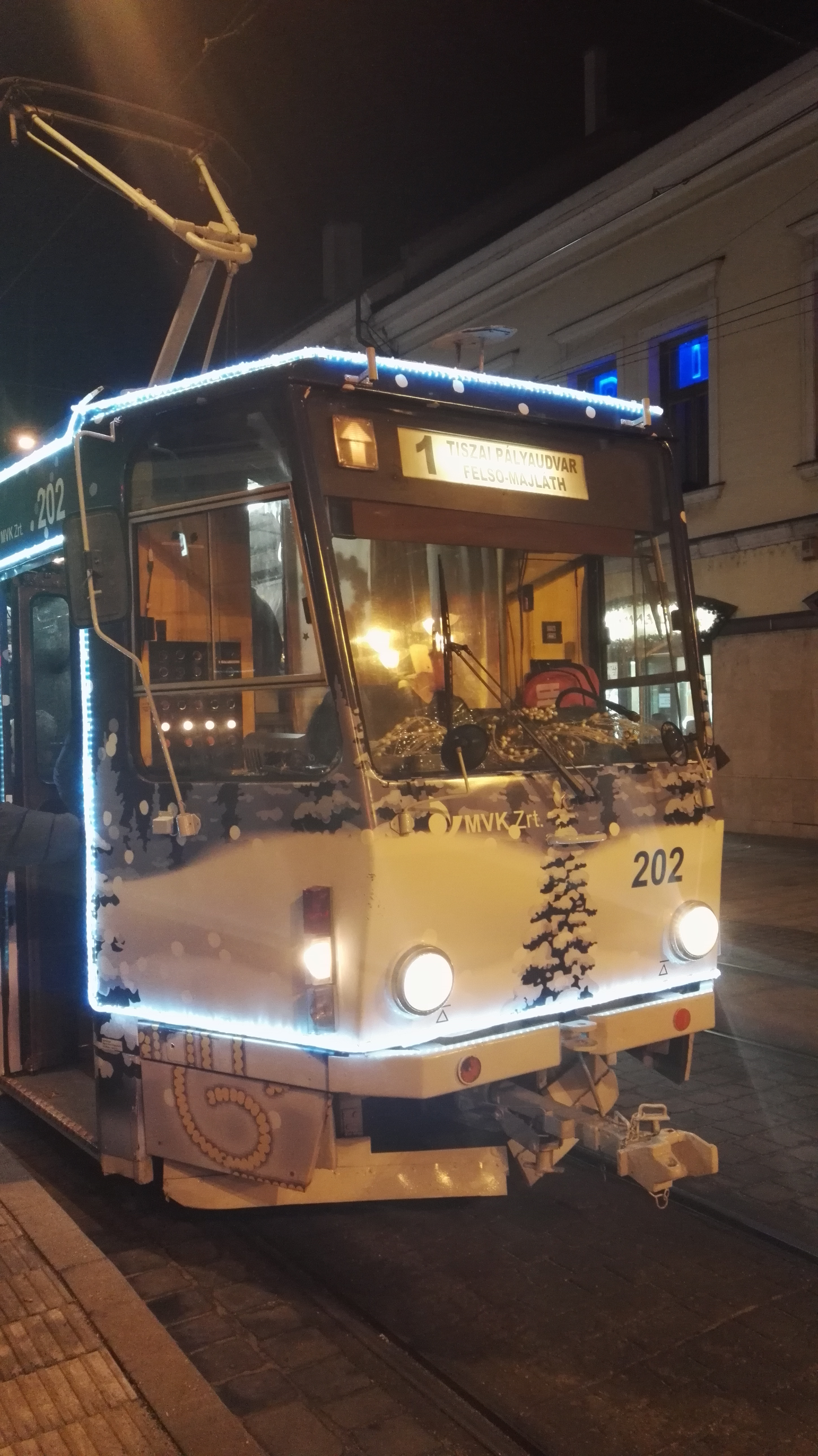
A 2017-es villamos eleje
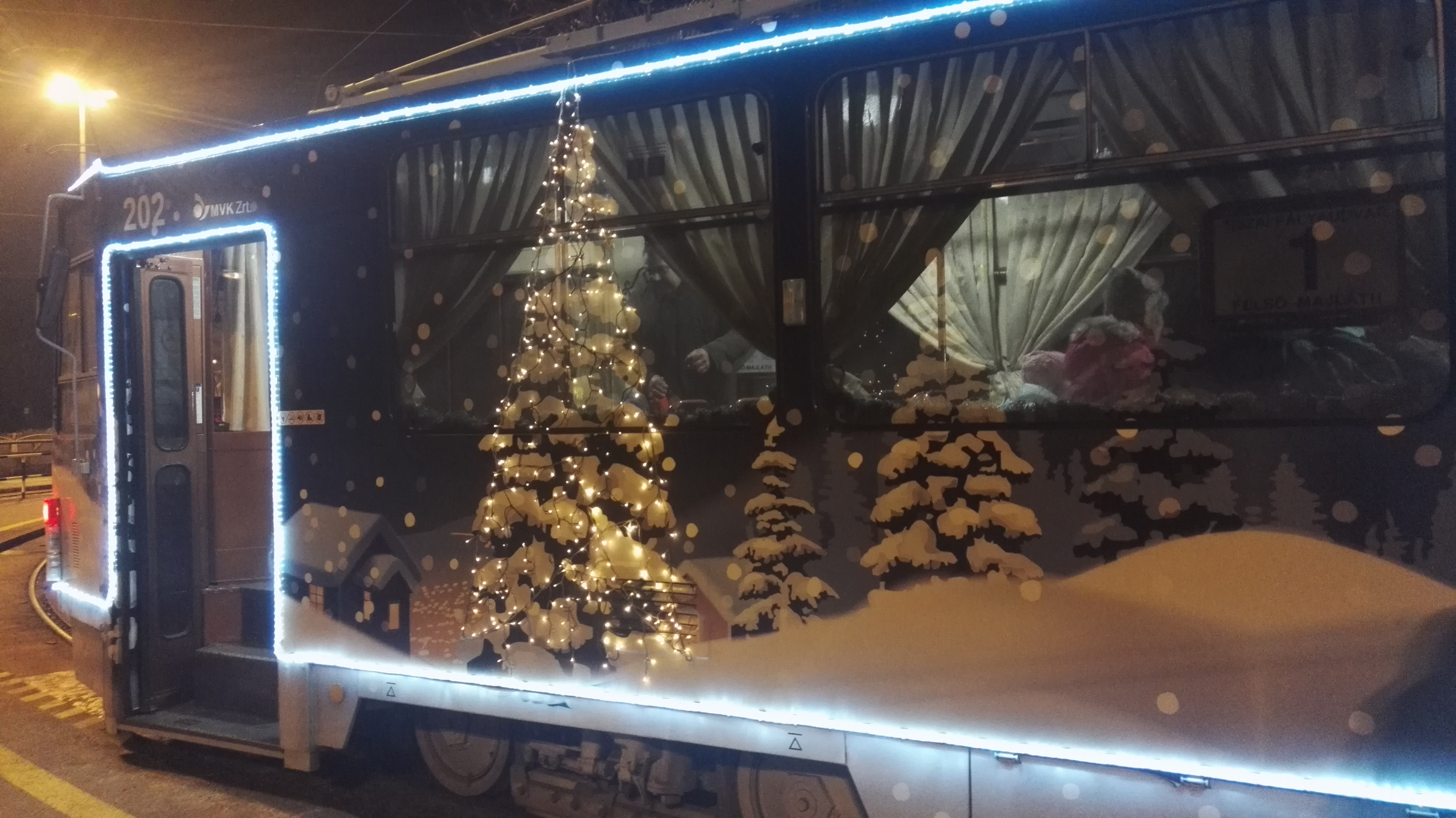
A rénszarvasos díszítés
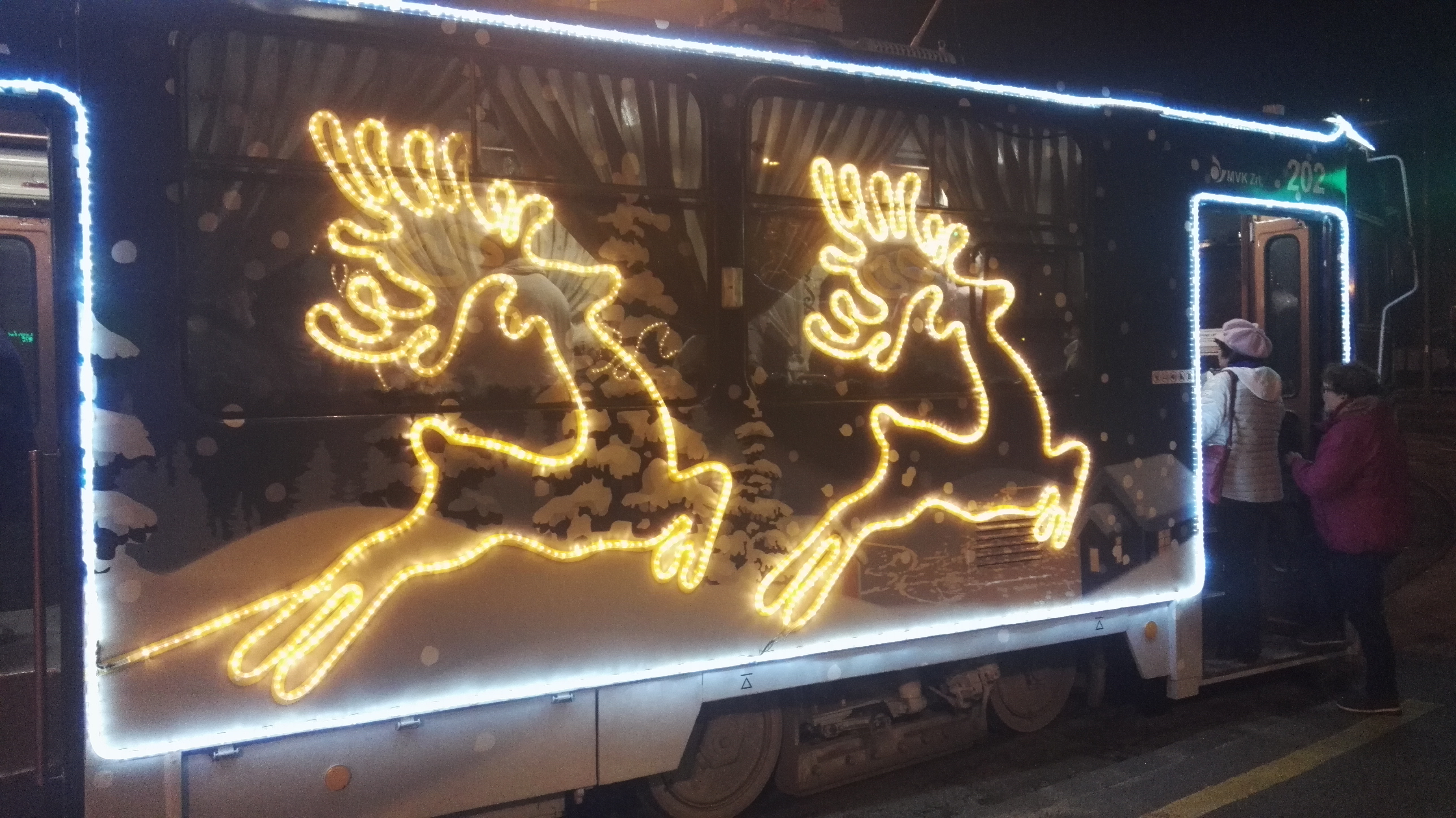
Téli táj
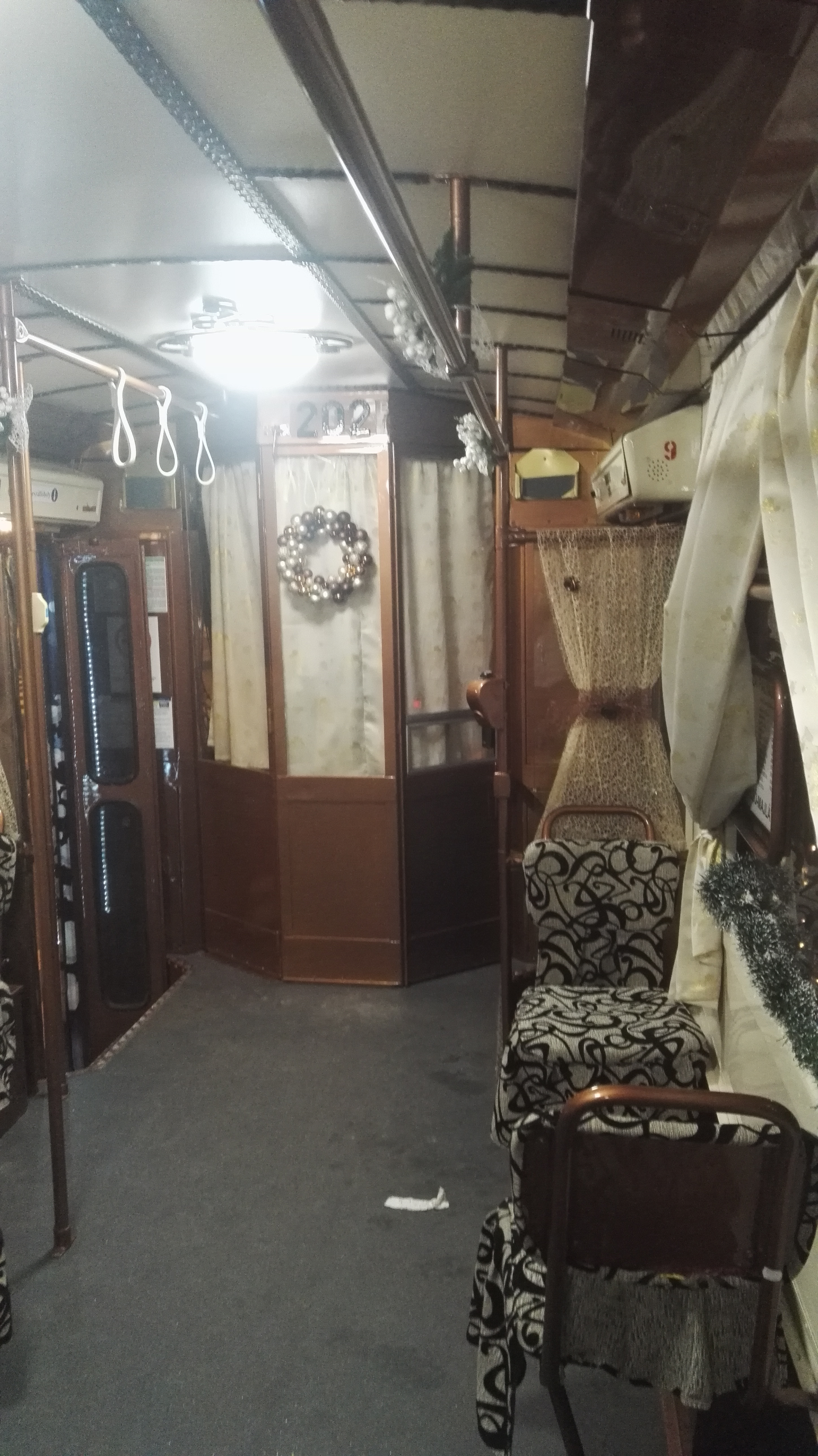
A villamos belseje
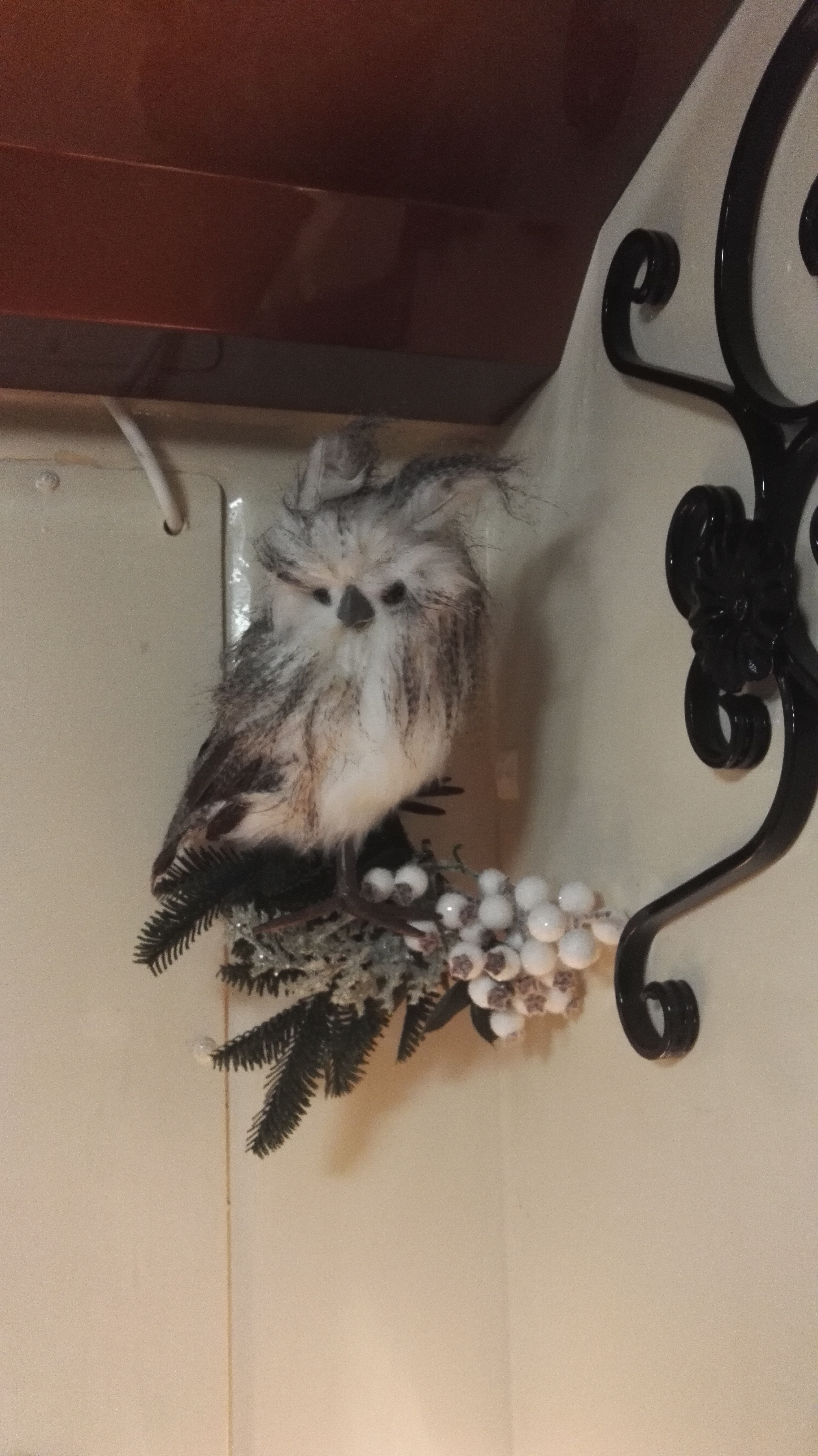
Villamosbelső, részlet
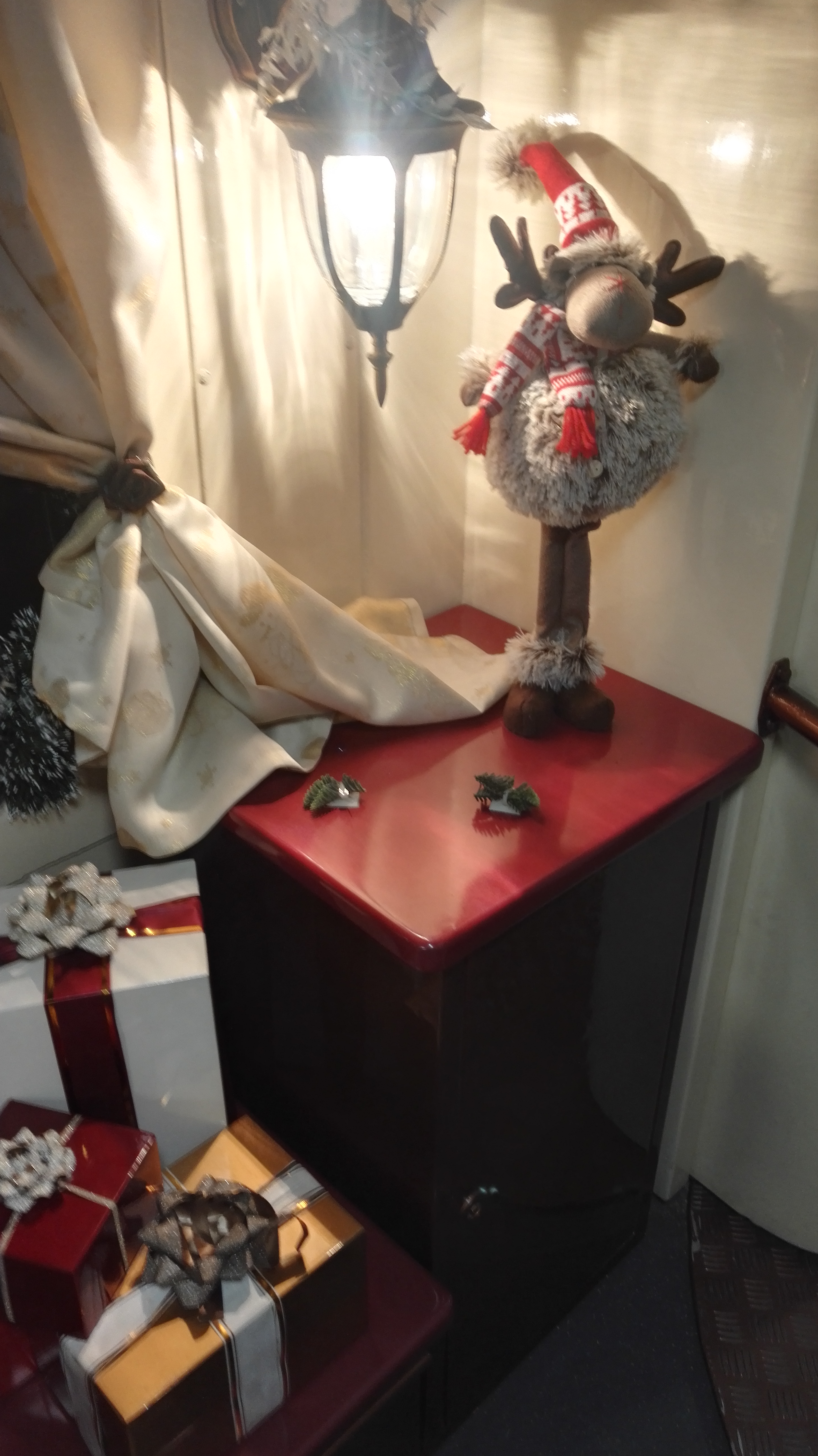
Villamosbelső, részlet

2018
Hetedszerre is lett adventi villamos a városban; advent első vasárnapján, december 2-án indult, és 2019. január 6-áig közlekedett. Színvilága kék-ezüst-fehér, télies.
2019

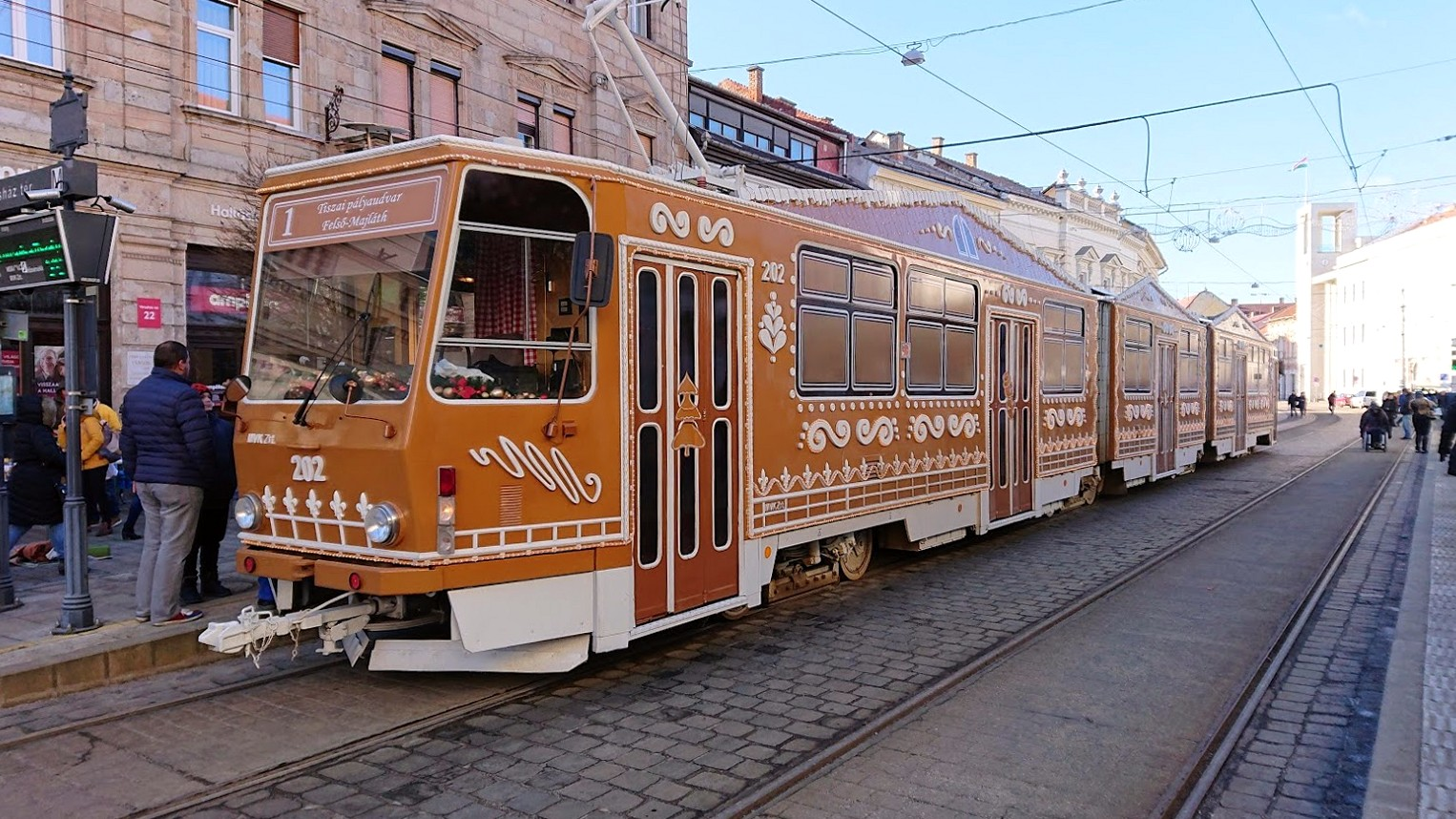
A 2019-es villamos a Városház téren

A 2019-es adventi villamos kézzel készült dekorációja cukordíszítéses mézeskalácsházra emlékeztet, amelyben búbos kemencét is kialakítottak, emellett bájos mesefigurák, Puszedli boszorkány és Zserbó cica díszítette. A közlekedési vállalat igazi mézeskalácsból is elkészítette a villamos kicsinyített mását. A villamoson több érdekes program várta az utazókat, december 6-án és 8-án Mikulás osztott ajándékot, december 16-án a Szépenszóló társulat lépett fel mesével és karácsonyi dalokkal, emellett minden adventi hétvégén élőzene volt. December 22-én a villamoson forgatták a Holdviola Csillanó című dalának videoklipjét. Az Európa legszebb karácsonyi villamosát évek óta megválasztó cseh MHD86.cz oldalon a miskolci villamos 2019-ben már harmadszor nyerte el az első helyet. Az öt hét alatt, amíg közlekedett, a villamoson több mint kétszázezren utaztak. Az MVK-t kritika is érte, amiért a villamos rendes, menetrend szerinti villamosként közlekedik, emiatt a végállomásokon azonnal el kell hagyni, és nem nagyon van esély fényképezni a belsejét. Január 5-én, közlekedésének utolsó előtti napján – ezen a napon a hónap első vasárnapján hagyományosan megrendezett főutcai régiségvásár miatt vágányzárat rendeltek el reggel 6:54 és délután 14:35 között – a villamost a Városház téren meg lehetett tekinteni.
2020

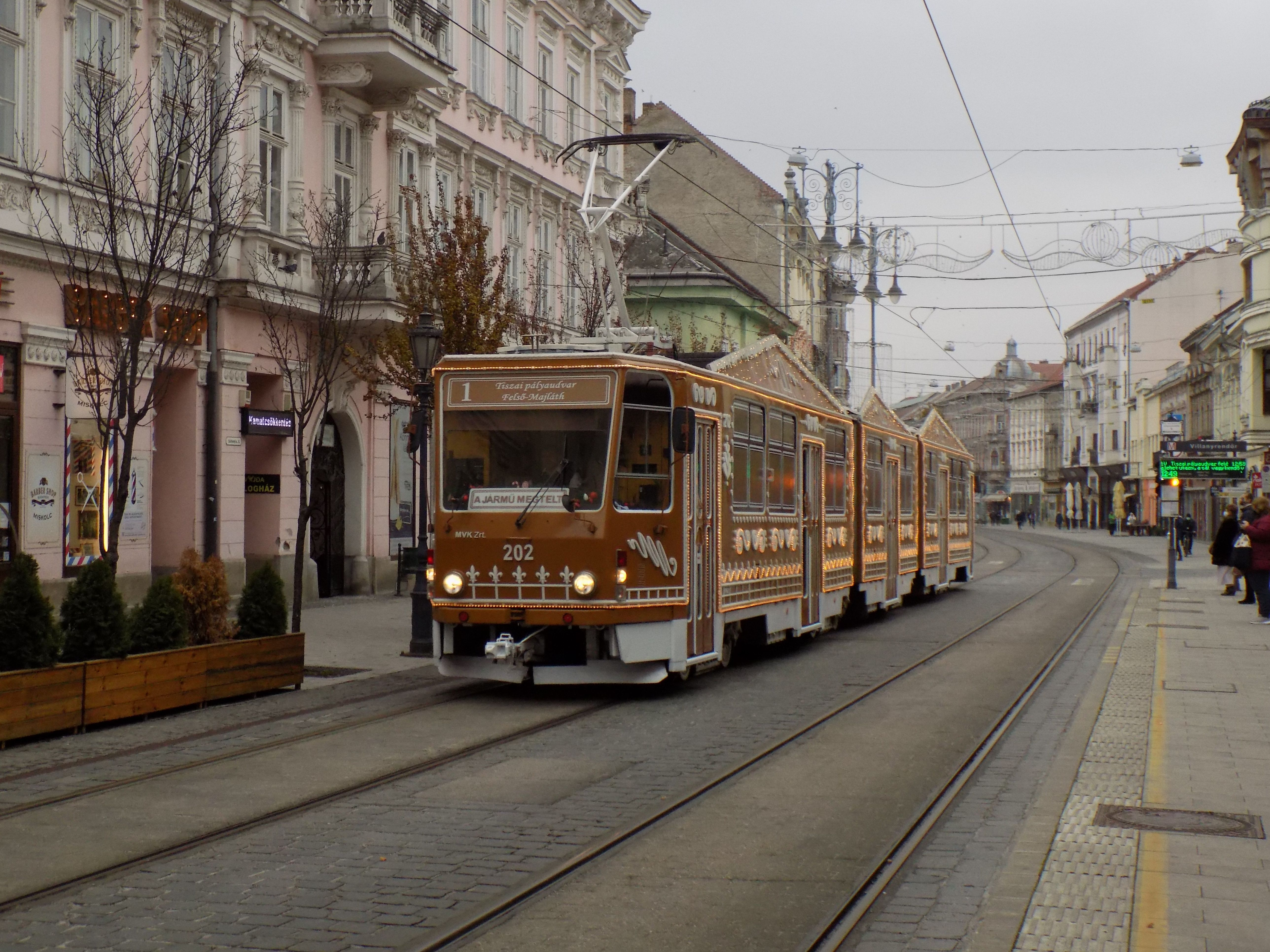
A 2020-as villamos a Villanyrendőrnél

A koronavírus-járvány miatt a járat elindításáról az önkormányzat előzetesen kikérte az utasok véleményét, a döntő többség a járat elindítására szavazott, így ebben az évben is útjára indult az ünnepi formában feldíszített villamos. A jármű külseje az előző évben megismert mézeskalácsház maradt, a belső tér fő témája pedig a karácsonyi díszítések mellett Gombóc Artúr és a különféle édességek lettek. A koronavírus miatt a jármű utasszámát maximum 120 főben határozták meg. A dekoráció egyik témáját a 110 éves DVTK adta. A villamos az MHD86.cz nemzetközi szavazásán – negyedik alkalommal, több mint 3,45 millió szavazattal – ezúttal is elnyerte az Európa legszebb karácsonyi villamosa címet.
2021
A 2021-22-es tél karácsonyi villamosa 2021. november 28-án indult. Külsején az előző két évből ismert mézeskalácsház-dekoráció maradt, a belső, arany színvilágú díszítés témáját a Disney 1991-es A szépség és a szörnyeteg című rajzfilmje adta; Belle, a Szörnyeteg és több más szereplő is megjelent. Ez volt a 10. év, amikor karácsonyi villamos közlekedik a városban.
2022
A 2022-23-as karácsonyi villamos november 27-étől január 6-áig közlekedett, a megszokott mézeskalácsház-külsővel és az előző évből ismert, A szépség és a szörnyeteg-dekorációval. Az MHD86.cz közlekedési magazin internetes szavazásán a miskolci adventi villamos ebben az évben is Európa legszebbje lett, ezzel az eddigi összes, mind a hat adventi villamosos megmérettetést megnyerte.
2023
A 2023-24-es adventi villamos advent első vasárnapján, azaz december 3-án indult el, immár a tizenkettedik alkalommal. Díszítése teljesen megújult, témája egy mesebeli erdőt idézett erdei állatok megjelenítésével: szerepelt itt Táltos a rénszarvas a barátaival, Sündisznócskával, Uhu bagollyal, mókusokkal és madarakkal. Az európai adventi villamosok versenyét meghirdető MHD86.cz közlekedési magazin közönségszavazása szerint 2024-ben, a kiírás eddigi minden, immár hetedik versenyét megnyerve, 28 vetélkedő város között a miskolci adventi villamos lett Európa legszebbje.
2024
Az adventi villamos díszítésének ezúttal Csipkerózsika kastélya témájára épült. Immár hagyomány, hogy az európai adventi villamosok szépségversenyét ezúttal is a miskolci nyerte.

## Szeged
2016
Szegeden először 2016/2017 telén indult fényvillamos. Egy Tatra és egy Pesa villamosra tettek égősorokat. A villamosok a 2-es, a 3-as és a 4-es viszonylaton közlekedtek.

## Pozsony
Pozsonyban egy ČKD Tatra T6A5 típusú villamos közlekedik minden évben a szlovák főváros utcáin december 6-ától december 30-áig (december 24. és december 25. kivételével).